# كأس أبطال أوروبا لكرة السلة 1958–59
كأس أبطال أوروبا لكرة السلة 1958–59  هو الموسم 2 من  الدوري الأوروبي لكرة السلة. أشرف على تنظيمه الاتحاد الأوروبي لكرة السلة، وكان عدد الأندية المشاركة فيه  21، وفاز فيه Rīgas ASK ‏.